# エイチワイシステム
エイチワイシステムは、かつて飲食店や居酒屋の経営を行なっていた会社。本社所在地は、東京都港区六本木にあった。破産手続き時の代表者は安田久。

## 概要
1997年に創業。アルカトラズ刑務所をモチーフにしたレストラン「アルカトラズ」、生前葬をモチーフにしたダイニング「フューネラル」などのテーマパークの要素を取り入れた飲食店を運営する一方、2004年3月には秋田料理の「なまはげ」を手始めに郷土料理をテーマにする店舗展開も図るなど、各店ごと趣向を凝らした店づくりを指向し順調に業績をあげた。2006年4月株式会社化。
しかし、リーマン・ショックを受けた景気後退局面により、2008年3月期の年売上高約9億6000万円をピークに経営が悪化。約3億6000万円の負債を抱えて2011年6月21日、東京地方裁判所へ自己破産を申請、同月29日に破産手続き開始決定。